# Blåkindad guan
Blåkindad guan (Penelope superciliaris) är en fågel i familjen trädhöns inom ordningen hönsfåglar.

## Utbredning och systematik
Blåkindad guan delas in i tre underarter med följande utbredning:
- P. s. superciliaris – Amazonområdet i Brasilien
- P. s. jacupemba – centrala och södra Brasilien till östra Bolivia
- P. s. major – södra Brasilien till östra Paraguay och nordöstra Argentina

Vissa urskiljer även underarten alagoensis med utbredning i nordöstra Brasilien, i östra Alagoas och troligen också även kustnära Pernambuco.

## Status och hot
IUCN kategoriserar arten som nära hotad (NT).